# Анадырский острог

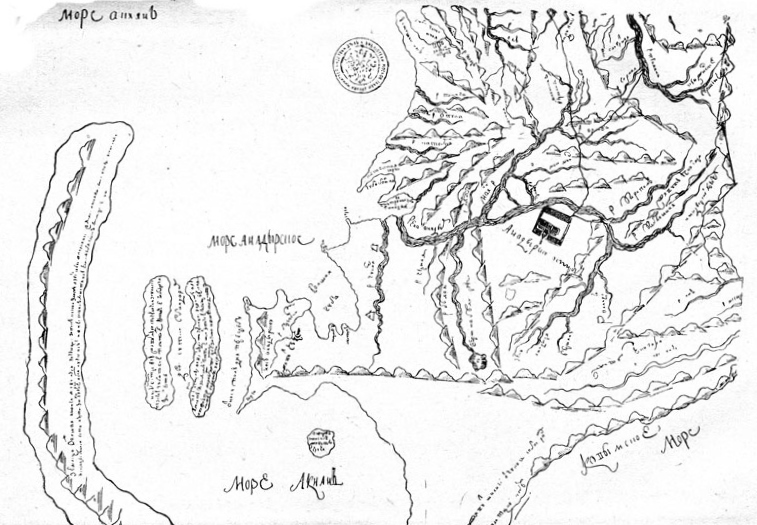
Анадырский острог, на карте Ивана Львова, около 1710 года.

Ана́дырский острог (редко Анадырск) — острог (укрепление) в Якутском уезде Иркутской губернии, существовавший на Чукотском полуострове с 1660 года по 1771 годы.
Острог находился на одном из островов в среднем течении реки Анадырь, примерно в 10 километрах выше по течению от современного села Марково, в конце участка, за которым возможна только навигация плоскодонными маломерными судами. Поставлен на месте зимовья, основанного русскими в 1647 году. По указу правительства об упразднении Анадырского острога, упразднён в 1770 году, всё его население в 1771 году выехало, острог был сожжён.

## История
Русские впервые появились на реке Анадырь в конце 1648 года во время плавания отряда Семёна Дежнёва вокруг Чукотского полуострова. В 1649 году Дежнёв соорудил на реке зимовье. В 1651 году отряд Михаила Стадухина отправился отсюда на реку Пенжину и далее на берег Охотского моря. В последующие 100 лет путь Стадухина стал главным русским путём от Северного Ледовитого к Тихому океану. В 1652 году С. Дежнёв и С. Мотора, сколотив кочи, сплавлялись к морю. В 1660 году здесь был поставлен острог. В последующем он многократно перестраивался. В 1660 году К. Иванов спускался отсюда на коче к морю, и открыл залив Креста. В 1659 году Дежнёв,передал острог Курбату Иванову, а в 1662 году выехал в Якутск. В 1670-е годы значение острога упало, поскольку земля была бедна соболем. В 1675 — 1676 годах население Анадырского острога состояло из приказчика, 16 служилых людей и 12 юкагирских аманатов. В 1676 году якутский воевода Андрей Афанасьевич Барнешлев счёл дальнейшее содержание острога невыгодным и поставил перед царём вопрос о его закрытии. 
В Анадырском остроге с самого начала готовились экспедиции землепроходцев для уточнения и открытия новых неизвестных земель. В 1680—1690-е годы землепроходцы Иван Голыгин, Сидор Бычан отправлялись в походы на Камчатку. В 1688 году В. Ф. Кузнецов вышел на двух кочах в «корцкую сторону». Так, в 1689 году анадырцы рассказали Якутскому правлению об открытии Камчатки. В конце XVII века к острогу вернулось значение стратегического центра. В 1695 году приказчиком Анадырского острога назначен пятидесятник Владимир Васильевич Атласов, который подготовил экспедицию на Камчатку, и в 1697 году отряд под его командованием вышел из Анадырска на Камчатку для её обследования и составления карт российской территории. В это время юкагиры взбунтовались, и осадили Анадырский острог, но неудачно.
В 1728 — 1729 годах отсюда уходили исследовать острова Берингова пролива и Русской Америки, или «Большой земли», как тогда её называли. В 1743—1744 годах Никита Павлович Шалауров, С. Новиков и И. Бахов вышли в море на коче, построенном на реке Анадырь, доплыли до острова Беринга и камчатского Большерецка. Из острога отправлялись изучать географию Чукотки. В 1742 году Дмитрием Яковлевичем Лаптевым было выполнено первое научное описание реки Анадыря, а Якобом Линденау — составлена первая карта Чукотки. В 1746 году Т. Перевалов составил подробный чертёж Чукотки. В отписках и «скасках» из Анадырского острога приходили первые сведения о коренных народах и природе Чукотки, Камчатки и Америки. В 1759 году острог был осаждён чукчами. В середине XVIII века в остроге проживало около 1 000 жителей. В 1763 году стены острога вмещали 130 жилых изб и церковь. С открытием морского пути на Камчатку в начале XVIII века значение Анадырского острога снова упало.

### Упразднение

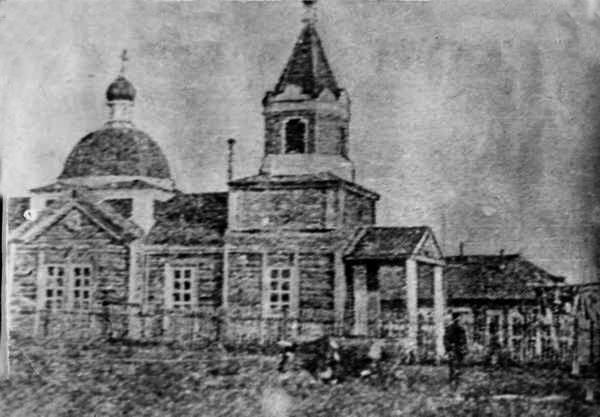
Гижигинск, куда в 1774 году из Среднеколымска были привезены анадырские колокола

Назначенный в Анадырский острог для наблюдения за Охотско-Колымским краем подполковник Фёдор Христианович Плениснер в 1760 году пришёл к выводу о нецелесообразности дальнейшего существования острога:
Анадырской крепости ни по которому образу быть не должно да и не для чего, а вместо оной быть Гижигинской крепости, в кою и обретающуюся здесь всю регулярную и нерегулярную команду с женами и детьми вывести.
5 марта 1764 года Сенатом был издан указ об упразднении Анадырского острога, утверждённый Екатериной II 28 сентября 1766 года. В марте 1771 года население покинуло острог, который был сожжён. План острога до сих пор не известен. По сохранившимся описаниям острог был построен на острове длиной два/четыре и шириной одну/две версты. В 1730-е годы было составлено более детальное описание уже нового острога, построенного вместо прежнего, который был затоплен наводнением. Его площадь составляла 1814 м², высота стен — 3,18 метра. Четыре башни размещали в углах стен и одна с проезжими воротами. Из-за мизерного размера острожка церковь и жилые дома гарнизона размещались за его пределами. В 1756 года посад был огорожен забором. После ликвидации острога церковь была «разобрана и спущена на воду». Четыре колокола, отлитые здесь же устюжанином Петром Серковым из пожертвованных серебряных и медных монет анадырцев, были увезены на Колыму. Военное имущество (в том числе пушки и ядра) которое не было вывезено, «на урочище от бывшей крепости вверх по реке Анадырю… за негодностью зарыто». В начале XX века чукотские старожилы ещё знали место «у старого острога», где был зарыт «клад». От острога и посада остались фундаменты построек, а также некоторые предметы быта.
Джордж Кеннан писал, что гарнизон острога максимально составлял 600 солдат и имел в распоряжении артиллерийскую батарею. Значение Анадырского острога снизилось после открытия морского пути через Охотск на Камчатку в 1718 году. Вследствие этого значимость острога ограничилась связями с чукчами. В 1866 году во время посещения Джорджа Кеннана Анадырск состоял из четырёх деревень: Марково (центральная), Покоруков, Псолкин и Крепость. В них проживало около 200 человек и священник. Крепость была частью Анадырского форта на берегу на высоте около 10 метров над уровнем воды, и представлял собой ряд бревенчатых домов без каких-либо следов бывших здесь укреплений. Марково располагалось в 15 км выше по реке, Покоруков — ещё через 20 км. Кеннан описывал его как Туле русской цивилизации.